# 第4独立戦車旅団 (ウクライナ陸軍)
第4独立戦車旅団（だい4どくりつせんしゃりょだん、ウクライナ語: 4-та окрема танкова бригада）は、ウクライナ陸軍の旅団。第9軍団隷下。

## 歴史

### ドンバス戦争

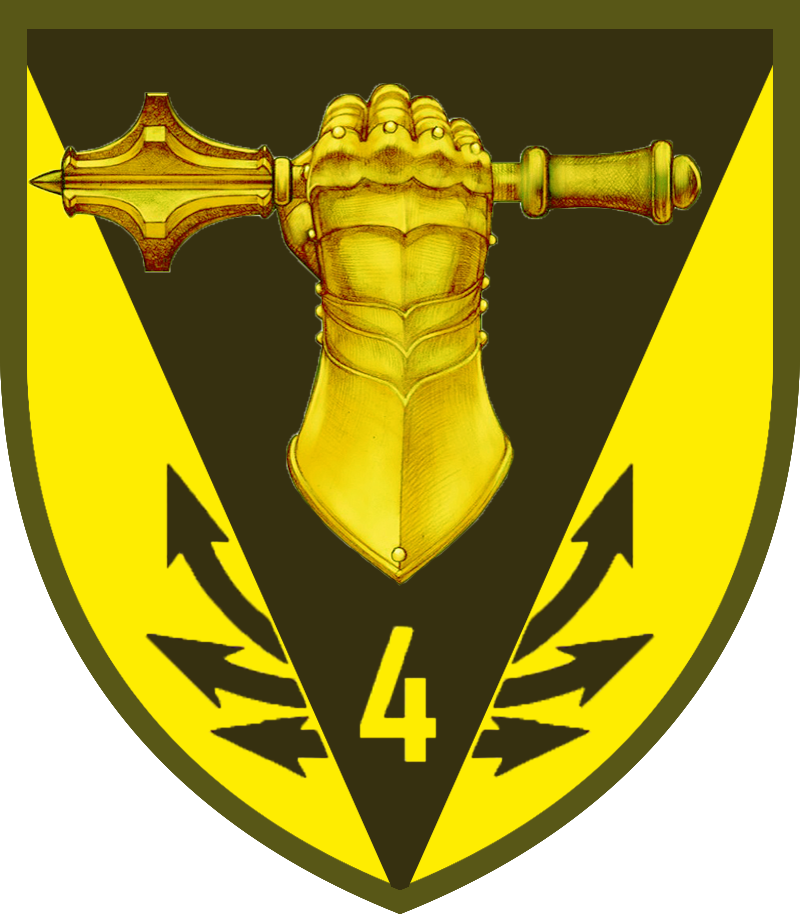
旧第4独立戦車旅団章

2017年12月6日、ドンバス戦争の影響に伴い、予備軍団の戦車部隊として創設された。

### ロシアのウクライナ侵攻

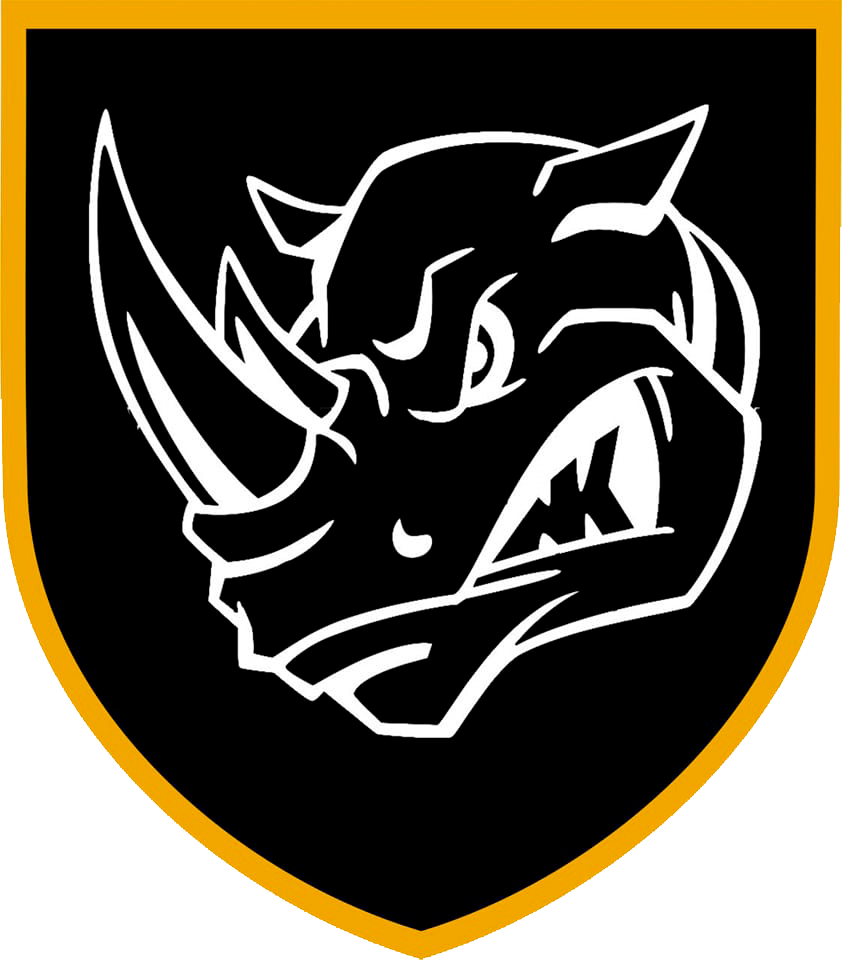
旧第4独立戦車旅団章

2022年3月、ロシアのウクライナ侵攻では、旅団司令部のみ維持されていたため、兵員を動員兵で充足して再編された。

#### 北東部・イジューム戦線
2022年4月、北東部ハルキウ州イジューム地区に配備され、団員には士官学校を卒業したばかりの若い将校や軍事経験のない動員兵が多く不安視されたが、増援が到着する5月まで戦線を維持した。9月上旬には攻勢を開始し、イジュームを防御していた第4親衛戦車師団に戦車保有数の半数90輌を喪失させる大損害を与えてハルキウ州の大部分を解放し、戦利品として大量の戦車を鹵獲した。

#### 東部・バフムート戦線
2023年1月、激戦地の東部ドネツィク州バフムート地区に再配置され、ソレダル守備隊を火力支援したが1月中旬にソレダルは陥落した。

#### 東部・南ドネツク戦線

旧第4独立戦車旅団章

2023年6月、東部ドネツィク州ヴォルノヴァーハ地区に再配置され、ヴェリカ・ノヴォシルカ方面の友軍を火力支援した。

#### 東部・スヴァトヴェ-クレミンナ戦線

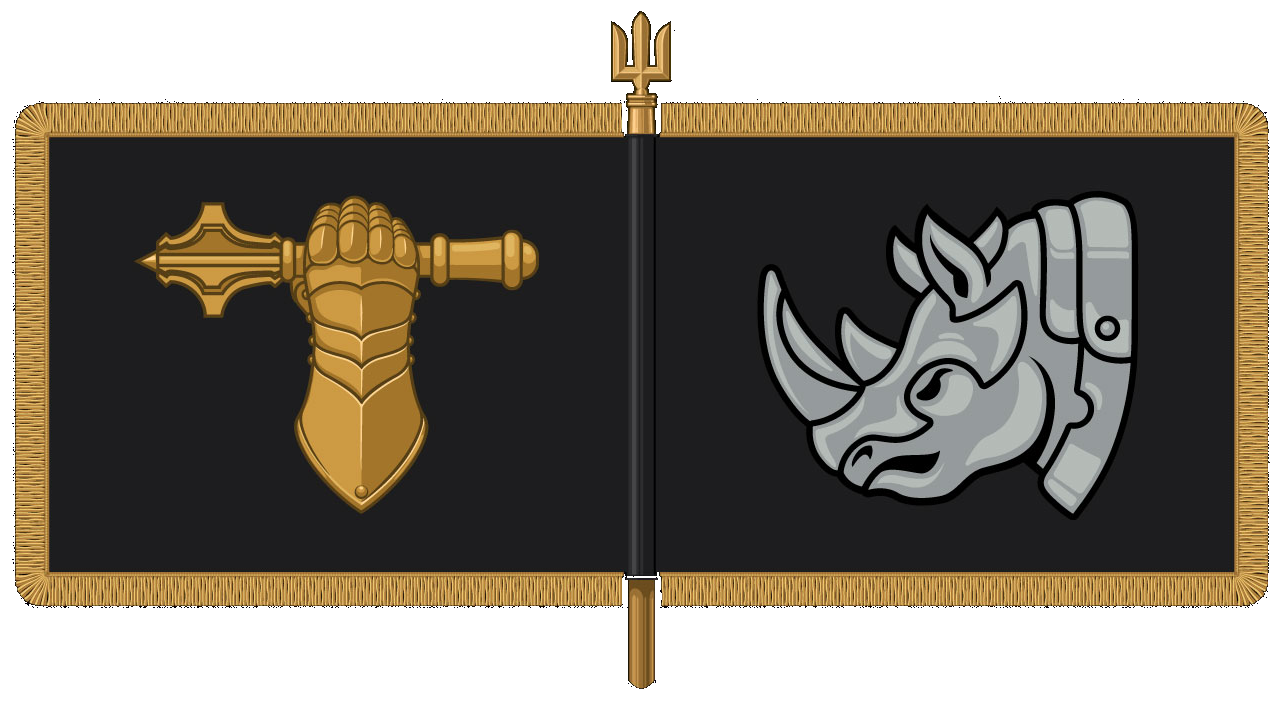
第4独立戦車旅団旗

2023年9月、第3戦車大隊が東部ルハーンシク州スヴァトヴェ地区に再配置され、友軍を火力支援した。
2023年10月、小銃大隊が東部ルハーンシク州セヴェロドネツィク地区に再配置され、クレミンナ方面を防御した。
2023年11月、北東部ハルキウ州クプヤンシク地区に再配置され、クプヤンシク南に展開し、クプヤンシク北の第3独立戦車旅団と共に友軍を火力支援した。2024年7月には戦闘の長期化でロシア軍が民生用車両を実戦投入し、防御力度外視のゴルフカートやバイクでの奇襲を受けたがクプヤンシク方面で撃退した。

## ギャラリー

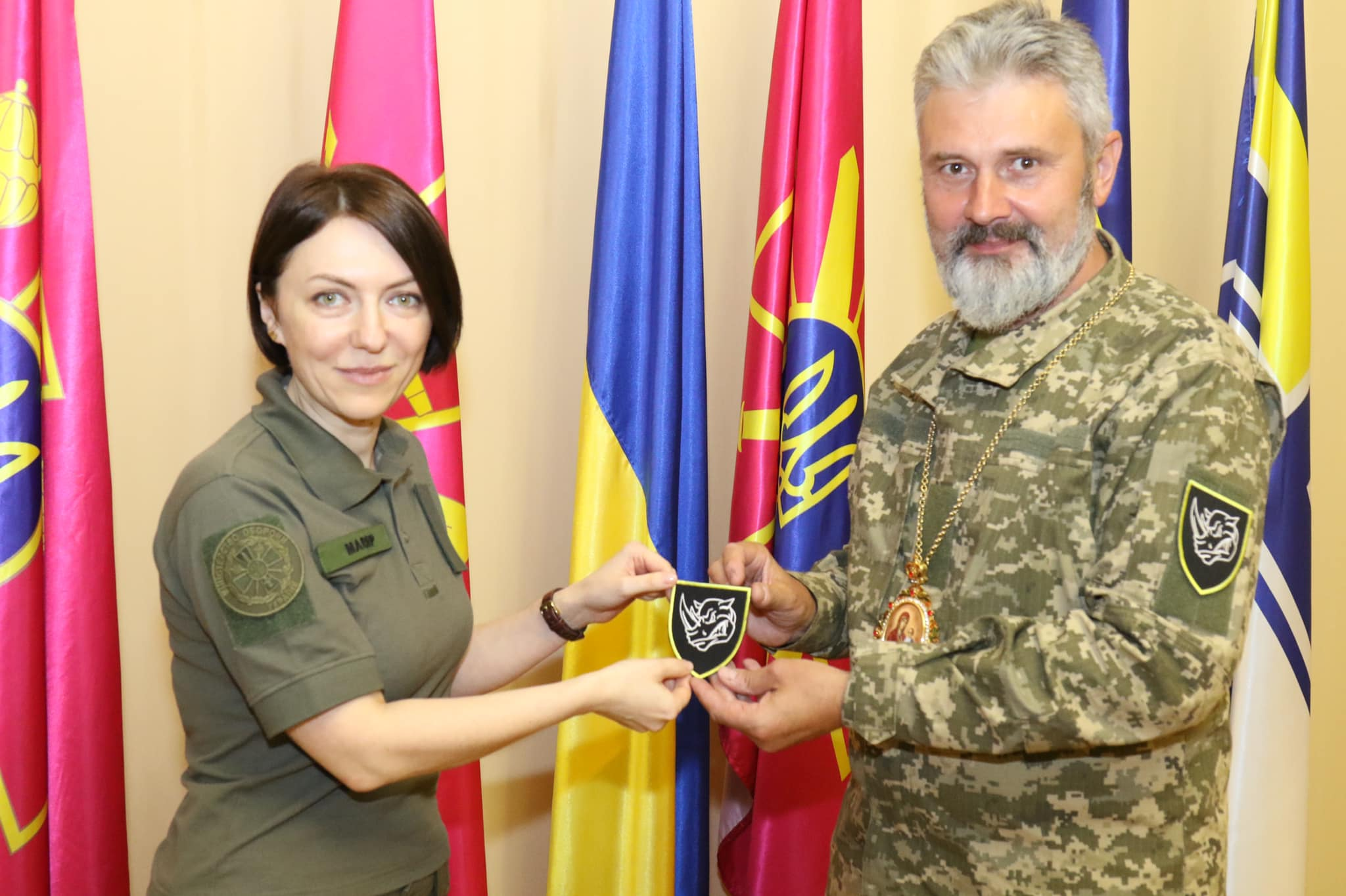
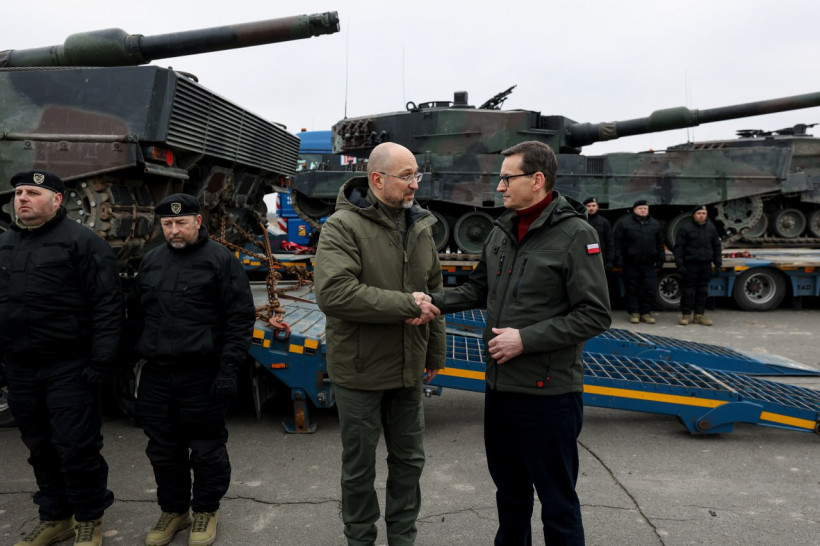
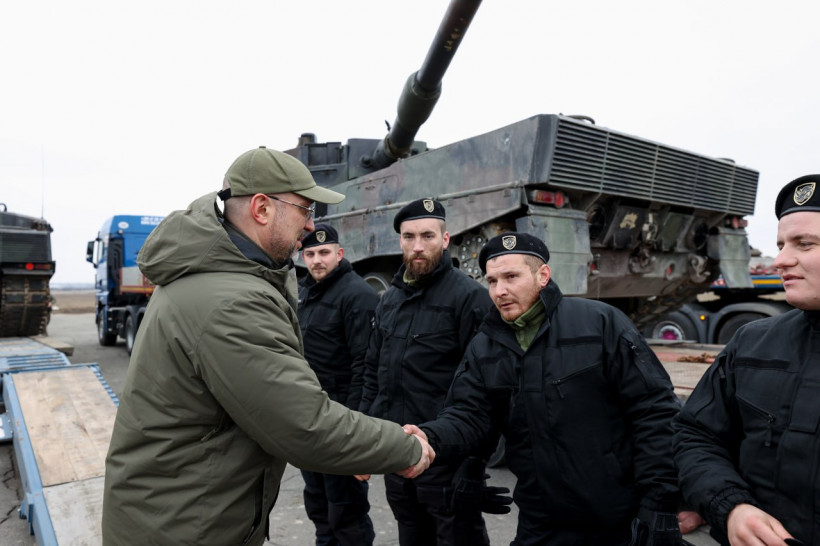

## 編制
- 旅団司令部（ホンチャリスキ）
- 第1戦車大隊
- 第2戦車大隊
- 第3戦車大隊
- 機械化大隊
- 第1小銃大隊
- 第2小銃大隊
- 旅団砲兵群
  - 本部中隊
  - 第1自走砲大隊
  - 第2自走砲大隊
  - ロケット砲大隊
- 防空大隊

- 工兵大隊
- 整備大隊
- 兵站大隊
- 偵察中隊
- 通信中隊
- レーダー中隊
- NBC防護中隊
- 衛生中隊
- 無人システム大隊